# Liste des équipes du Championnat du monde de hockey sur glace 2023
Cette page contient la liste de toutes les équipes et leurs joueurs participant au Championnat du monde de hockey sur glace 2023 en Finlande et en Lettonie.
Chaque équipe est constituée au minimum de 15 joueurs et 2 gardiens et, au maximum, de 22 joueurs et 3 gardiens.
Nota : Les joueurs dont les numéros de maillot sont suivis d'une astérisque ont commencé la compétition mais ont été remplacés au cours de celle-ci.

## Allemagne
Entraîneur-chef : Harold Kreis
| No    | Nom                  | Position       | Club                           |
| ----- | -------------------- | -------------- | ------------------------------ |
| +001, | Dustin Strahlmeier   | Gardien de but | Grizzlys Wolfsbourg            |
| +006, | Kai Wissmann         | Défenseur      | Bruins de Providence           |
| +007, | Maximilian Kastner   | Attaquant      | EHC Munich                     |
| +009, | Leon Gawanke         | Défenseur      | Moose du Manitoba              |
| +027, | Maksymilian Szuber   | Défenseur      | EHC Munich                     |
| +028, | Samuel Soramies      | Attaquant      | Augsburger Panther             |
| +033, | John-Jason Peterka   | Attaquant      | Sabres de Buffalo              |
| +035, | Mathias Niederberger | Gardien de but | EHC Munich                     |
| +037, | Maximilian Franzreb  | Gardien de but | Fischtown Pinguins Bremerhaven |
| +038, | Fabio Wagner         | Défenseur      | ERC Ingolstadt                 |
| +040, | Alexander Ehl        | Attaquant      | Düsseldorfer EG                |
| +041, | Jonas Müller         | Défenseur      | Eisbären Berlin                |
| +053, | Moritz Seider        | Défenseur      | Red Wings de Détroit           |
| +056, | Manuel Wiederer      | Attaquant      | Eisbären Berlin                |
| +057, | Leon Hüttl           | Défenseur      | ERC Ingolstadt                 |
| +060, | Wojciech Stachowiak  | Attaquant      | ERC Ingolstadt                 |
| +062, | Parker Tuomie        | Attaquant      | Straubing Tigers               |
| +072, | Dominik Kahun - A    | Attaquant      | Club des patineurs de Berne    |
| +074, | Justin Schutz        | Attaquant      | EHC Munich                     |
| +077, | Daniel Fischbuch     | Attaquant      | Düsseldorfer EG                |
| +078, | Nico Sturm           | Attaquant      | Sharks de San José             |
| +091, | Moritz Müller - C    | Défenseur      | Kölner Haie                    |
| +092, | Marcel Noebels - A   | Attaquant      | Eisbären Berlin                |
| +095, | Frederik Tiffels     | Attaquant      | EHC Munich                     |
| +097, | Filip Varejcka       | Attaquant      | EHC Munich                     |

## Autriche
Entraîneur-chef : Roger Bader
| No    | Nom                    | Position       | Club                          |
| ----- | ---------------------- | -------------- | ----------------------------- |
| +003, | Peter Schneider        | Attaquant      | EC Red Bull Salzbourg         |
| +005, | Thomas Raffl - C       | Attaquant      | EC Red Bull Salzbourg         |
| +009, | Ali Wukovits           | Attaquant      | EC Red Bull Salzbourg         |
| +012, | David Maier            | Défenseur      | EC Klagenfurt AC              |
| +013, | Philipp Wimmer         | Défenseur      | EC Red Bull Salzbourg         |
| +014, | Kilian Zündel          | Défenseur      | Hockey Club Ambrì-Piotta      |
| +016, | Dominic Zwerger        | Attaquant      | Hockey Club Ambrì-Piotta      |
| +017, | Manuel Ganahl - A      | Attaquant      | EC Klagenfurt AC              |
| +020, | Nico Brunner           | Défenseur      | Capitals de Vienne            |
| +021, | Lukas Haudum           | Attaquant      | EC Klagenfurt AC              |
| +023, | Marco Rossi            | Attaquant      | Wild du Minnesota             |
| +024, | Steven Strong          | Défenseur      | EC Klagenfurt AC              |
| +026, | Oliver Achermann       | Attaquant      | Hockey Club La Chaux-de-Fonds |
| +029, | Bernhard Starkbaum     | Gardien de but | Capitals de Vienne            |
| +030, | David Kickert          | Gardien de but | EC Red Bull Salzbourg         |
| +031, | David Madlener         | Gardien de but | Pioneers Vorarlberg           |
| +032, | Bernd Wolf             | Défenseur      | Hockey Club Lugano            |
| +041, | Henrik Neubauer        | Attaquant      | EK Zell am See                |
| +048, | Lucas Thaler           | Attaquant      | EC Red Bull Salzbourg         |
| +052, | Paul Huber             | Attaquant      | EC Red Bull Salzbourg         |
| +064, | David Reinbacher       | Défenseur      | Eishockey Club Kloten         |
| +070, | Benjamin Nissner       | Attaquant      | EC Red Bull Salzbourg         |
| +078, | Thimo Nickl            | Défenseur      | AIK IF                        |
| +091, | Dominique Heinrich - A | Défenseur      | EC Red Bull Salzbourg         |
| +096, | Mario Huber            | Attaquant      | EC Red Bull Salzbourg         |

## Canada
Entraîneur-chef : André Tourigny (en)
| No    | Nom                   | Position       | Club                   |
| ----- | --------------------- | -------------- | ---------------------- |
| +005, | Jacob Middleton       | Attaquant      | Wild du Minnesota      |
| +007, | Pierre-Olivier Joseph | Défenseur      | Penguins de Pittsburgh |
| +008, | Cody Glass            | Attaquant      | Predators de Nashville |
| +011, | Jack McBain           | Attaquant      | Coyotes de l'Arizona   |
| +017, | Milan Lucic           | Attaquant      | Flames de Calgary      |
| +019, | Peyton Krebs          | Attaquant      | Sabres de Buffalo      |
| +020, | Justin Barron         | Défenseur      | Canadiens de Montréal  |
| +021, | Scott Laughton        | Attaquant      | Flyers de Philadelphie |
| +022, | Jack Quinn            | Attaquant      | Sabres de Buffalo      |
| +027, | Devon Levi            | Gardien de but | Sabres de Buffalo      |
| +030, | Joel Hofer            | Gardien de but | Blues de Saint-Louis   |
| +035, | Sam Montembeault      | Gardien de but | Canadiens de Montréal  |
| +052, | MacKenzie Weegar - A  | Défenseur      | Flames de Calgary      |
| +053, | Michael Carcone       | Attaquant      | Roadrunners de Tucson  |
| +057, | Tyler Myers           | Défenseur      | Canucks de Vancouver   |
| +063, | Jake Neighbours       | Attaquant      | Blues de Saint-Louis   |
| +067, | Lawson Crouse - A     | Attaquant      | Coyotes de l'Arizona   |
| +073, | Tyler Toffoli - C     | Attaquant      | Flames de Calgary      |
| +074, | Ethan Bear            | Défenseur      | Canucks de Vancouver   |
| +077, | Brad Hunt             | Défenseur      | Avalanche du Colorado  |
| +079, | Samuel Blais          | Attaquant      | Blues de Saint-Louis   |
| +090, | Joe Veleno            | Attaquant      | Red Wings de Détroit   |
| +091, | Adam Fantilli         | Attaquant      | Wolverines du Michigan |

## Danemark
Entraîneur-chef : Heinz Ehlers
| No    | Nom                    | Position       | Club                           |
| ----- | ---------------------- | -------------- | ------------------------------ |
| +001, | William Rørth          | Gardien de but | Rødovre Mighty Bulls           |
| +009, | Frederik Storm         | Attaquant      | ERC Ingolstadt                 |
| +012, | Oscar Mølgaard         | Attaquant      | HV 71                          |
| +014, | Jacob Gammelgaard      | Défenseur      | Rungsted Ishockey              |
| +015, | Matias Lassen          | Défenseur      | Malmö Redhawks                 |
| +017, | Nicklas Jensen         | Attaquant      | SC Rapperswil-Jona Lakers      |
| +019, | Matthias Asperup       | Attaquant      | Herlev Eagles                  |
| +022, | Markus Lauridsen       | Défenseur      | Malmö Redhawks                 |
| +024, | Nikolaj Ehlers         | Attaquant      | Jets de Winnipeg               |
| 25*   | Oliver Lauridsen       | Défenseur      | Malmö Redhawks                 |
| +027, | Anders Krogsgaard      | Défenseur      | Fischtown Pinguins Bremerhaven |
| +032, | Mathias Seldrup        | Gardien de but | Esbjerg fB Ishockey            |
| +034, | Morten Jensen          | Défenseur      | Rungsted Ishockey              |
| +038, | Morten Poulsen         | Attaquant      | Herning Blue Fox               |
| +039, | George Sorensen        | Gardien de but | AaB Ishockey                   |
| +040, | Anders Koch            | Défenseur      | AaB Ishockey                   |
| +041, | Jesper Jensen Aabo - C | Défenseur      | EC Klagenfurt AC               |
| +042, | Mikkel Aagaard         | Attaquant      | MODO Hockey                    |
| +047, | Oliver Larsen          | Défenseur      | Jukurit Mikkeli                |
| +050, | Mathias Bau            | Attaquant      | Herning Blue Fox               |
| +054, | Felix Scheel           | Attaquant      | Esbjerg fB Ishockey            |
| +063, | Patrick Russell - A    | Attaquant      | Linköping HC                   |
| +065, | Christian Wejse        | Attaquant      | Fischtown Pinguins Bremerhaven |
| +071, | Niklas Andersen        | Attaquant      | Fischtown Pinguins Bremerhaven |
| 80*   | Frederik Dichow        | Gardien de but | Frölunda HC                    |
| +089, | Mikkel Bødker - A      | Attaquant      | HV 71                          |
| +095, | Nick Olesen            | Attaquant      | Brynäs IF                      |

## États-Unis
Entraîneur-chef : David Quinn
| No    | Nom               | Position       | Club                        |
| ----- | ----------------- | -------------- | --------------------------- |
| +001, | Casey DeSmith     | Gardien de but | Penguins de Pittsburgh      |
| +003, | Henry Thrun       | Défenseur      | Sharks de San José          |
| +004, | Connor Mackey     | Défenseur      | Coyotes de l'Arizona        |
| +007, | Ronald Attard     | Défenseur      | Phantoms de Lehigh Valley   |
| 9*    | Samuel Walker     | Attaquant      | Wild de l'Iowa              |
| +010, | Drew O'Connor     | Attaquant      | Penguins de Pittsburgh      |
| +011, | Luke Tuch         | Attaquant      | Terriers de Boston          |
| +012, | Dylan Samberg     | Défenseur      | Jets de Winnipeg            |
| +013, | Nick Bonino - C   | Attaquant      | Penguins de Pittsburgh      |
| +015, | Scott Perunovich  | Défenseur      | Thunderbirds de Springfield |
| +017, | T. J. Tynan       | Attaquant      | Reign d'Ontario             |
| +019, | Cutter Gauthier   | Attaquant      | Eagles de Boston College    |
| +020, | Lane Hutson       | Défenseur      | Terriers de Boston          |
| +021, | Sean Farrell      | Attaquant      | Canadiens de Montréal       |
| +022, | Anders Bjork      | Attaquant      | Blackhawks de Chicago       |
| +023, | Michael Eyssimont | Attaquant      | Lightning de Tampa Bay      |
| +025, | Nick Perbix       | Défenseur      | Lightning de Tampa Bay      |
| +027, | Matthew Coronato  | Attaquant      | Flames de Calgary           |
| +029, | Drew Commesso     | Gardien de but | IceHogs de Rockford         |
| +038, | Patrick Brown     | Attaquant      | Sénateurs d'Ottawa          |
| +040, | Calvin Petersen   | Gardien de but | Reign d'Ontario             |
| +043, | Tyler Kleven      | Défenseur      | Sénateurs d'Ottawa          |
| +056, | Rocco Grimaldi    | Attaquant      | IceHogs de Rockford         |
| +083, | Conor Garland - A | Attaquant      | Canucks de Vancouver        |
| +089, | Alex Tuch - A     | Attaquant      | Sabres de Buffalo           |
| +091, | Carter Mazur      | Attaquant      | Griffins de Grand Rapids    |

## Finlande
Entraîneur-chef : Jukka Jalonen
| No    | Nom                | Position       | Club                             |
| ----- | ------------------ | -------------- | -------------------------------- |
| +002, | Ville Pokka        | Défenseur      | Färjestad BK                     |
| +003, | Olli Määttä - A    | Défenseur      | Red Wings de Détroit             |
| +004, | Mikko Lehtonen     | Défenseur      | Zürcher Schlittschuh Club Lions  |
| +006, | Niklas Friman      | Défenseur      | Brynäs IF                        |
| +010, | Joel Armia         | Attaquant      | Canadiens de Montréal            |
| +012, | Marko Anttila - C  | Attaquant      | Kärpät Oulu                      |
| +019, | Waltteri Merelä    | Attaquant      | Tappara                          |
| +023, | Nikolas Matinpalo  | Défenseur      | Ässät                            |
| +024, | Hannes Björninen   | Attaquant      | Brynäs IF                        |
| +029, | Ahti Oksanen       | Attaquant      | IK Oskarshamn                    |
| +030, | Christian Heljanko | Gardien de but | Tappara                          |
| +033, | Emil Larmi         | Gardien de but | Växjö Lakers HC                  |
| +042, | Kasperi Kapanen    | Attaquant      | Blues de Saint-Louis             |
| +045, | Juho Olkinuora     | Gardien de but | Brynäs IF                        |
| +050, | Miika Koivisto     | Défenseur      | Växjö Lakers HC                  |
| +052, | Mikael Seppälä     | Défenseur      | Tappara                          |
| +055, | Atte Ohtamaa       | Défenseur      | Kärpät Oulu                      |
| +065, | Sakari Manninen    | Attaquant      | Silver Knights de Henderson      |
| +070, | Teemu Hartikainen  | Attaquant      | Genève-Servette Hockey Club      |
| +074, | Antti Suomela      | Attaquant      | IK Oskarshamn                    |
| +076, | Jere Sallinen      | Attaquant      | Hockey Club Bienne               |
| +082, | Harri Pesonen      | Attaquant      | Schlittschuh Club Langnau Tigers |
| +084, | Kaapo Kakko        | Attaquant      | Rangers de New York              |
| +091, | Juho Lammikko      | Attaquant      | Zürcher Schlittschuh Club Lions  |
| +096, | Mikko Rantanen - A | Attaquant      | Avalanche du Colorado            |

## France
Entraîneur-chef : Philippe Bozon
| No    | Nom                    | Position       | Club                              |
| ----- | ---------------------- | -------------- | --------------------------------- |
| +003, | Charles Bertrand       | Attaquant      | ERC Ingolstadt                    |
| +005, | Enzo Guebey            | Défenseur      | Zürcher Schlittschuh Club Lions   |
| +006, | Vincent Llorca         | Défenseur      | Ducs d'Angers                     |
| +007, | Pierre Crinon          | Défenseur      | Brûleurs de loups de Grenoble     |
| +008, | Hugo Gallet            | Défenseur      | Kalevan Pallo                     |
| +012, | Valentin Claireaux - A | Attaquant      | Dragons de Rouen                  |
| +013, | Peter Valier           | Attaquant      | Boxers de Bordeaux                |
| +022, | Guillaume Leclerc      | Attaquant      | Fehérvár AV19                     |
| +024, | Justin Addamo          | Attaquant      | Penguins de Wilkes-Barre/Scranton |
| +025, | Nicolas Ritz - A       | Attaquant      | Ducs d'Angers                     |
| +027, | Jules Boscq            | Défenseur      | Boxers de Bordeaux                |
| +029, | Louis Boudon           | Attaquant      | Heartlanders de l'Iowa            |
| +032, | Quentin Papillon       | Gardien de but | Scorpions de Mulhouse             |
| +033, | Julian Junca           | Gardien de but | Rapaces de Gap                    |
| +037, | Sebastian Ylönen       | Gardien de but | Jokers de Cergy-Pontoise          |
| +042, | Alexandre Texier       | Attaquant      | Zürcher Schlittschuh Club Lions   |
| +062, | Florian Chakiachvili   | Défenseur      | Dragons de Rouen                  |
| 72*   | Jordann Perret         | Défenseur      | Mountfield HK                     |
| +074, | Thomas Thiry           | Défenseur      | Hockey Club Ajoie                 |
| +077, | Sacha Treille - C      | Attaquant      | Brûleurs de Loups de Grenoble     |
| +078, | Dylan Fabre            | Attaquant      | Brûleurs de Loups de Grenoble     |
| +081, | Anthony Rech           | Attaquant      | Iserlohn Roosters                 |
| +085, | Lucien Onno            | Défenseur      | Brûleurs de Loups de Grenoble     |
| +094, | Tim Bozon              | Attaquant      | Lausanne Hockey Club              |
| +095, | Kévin Bozon            | Attaquant      | Hockey Club Ajoie                 |
| +096, | Loïc Farnier           | Attaquant      | Jokers de Cergy-Pontoise          |

## Hongrie
Entraîneur-chef : Kevin Constantine
| No    | Nom               | Position       | Club                                    |
| ----- | ----------------- | -------------- | --------------------------------------- |
| +001, | Bence Bálizs      | Gardien de but | GKS Jastrzębie                          |
| +004, | Tamás Pozsgai - A | Défenseur      | Budapest Jégkorong Akadémia Hockey Club |
| +006, | Bence Szirányi    | Défenseur      | DVTK Jegesmedvék                        |
| +008, | Bence Szabó       | Défenseur      | Budapest Jégkorong Akadémia Hockey Club |
| +010, | Gergő Nagy - C    | Attaquant      | Ferencváros TC                          |
| +012, | Bence Stipsicz    | Défenseur      | Fehérvár AV19                           |
| 13*   | Krisztián Nagy    | Attaquant      | Budapest Jégkorong Akadémia Hockey Club |
| +014, | Balázs Sebök      | Attaquant      | Ilves                                   |
| +016, | Dániel Kóger      | Attaquant      | CSM Corona Brașov                       |
| +017, | Roland Kiss       | Défenseur      | DVTK Jegesmedvék                        |
| +018, | Karol Csányi      | Attaquant      | HKm Zvolen                              |
| +020, | István Sofron     | Attaquant      | HSC Csíkszereda                         |
| +021, | Kristóf Papp      | Attaquant      | Wildcats de Northern Michigan           |
| +022, | Vilmos Galló      | Attaquant      | Linköping HC                            |
| +023, | Zétény Hadobás    | Défenseur      | VIK Västerås HK                         |
| +024, | Kristóf Németh    | Attaquant      | Fehérvár AV19                           |
| +028, | István Bartalis   | Attaquant      | Fehérvár AV19                           |
| +033, | Milán Horváth     | Défenseur      | Fehérvár AV19                           |
| +034, | István Terbócs    | Attaquant      | Fehérvár AV19                           |
| +035, | Dominik Horváth   | Gardien de but | Fehérvár AV19                           |
| +036, | Csanád Erdély     | Attaquant      | Fehérvár AV19                           |
| +044, | Fejes Nándor      | Défenseur      | CS Progym Gheorgheni                    |
| +059, | Cergely Arany     | Gardien de but | Fehérvár AV19                           |
| +061, | Péter Vincze      | Attaquant      | CS Progym Gheorgheni                    |
| +062, | János Hári - A    | Attaquant      | Fehérvár AV19                           |
| +070, | Zsombor Garát     | Défenseur      | Budapest Jégkorong Akadémia Hockey Club |

## Kazakhstan
Entraîneur-chef : Ğalym Mämbetaliev
| No    | Nom                  | Position       | Club                |
| ----- | -------------------- | -------------- | ------------------- |
| +001, | Nikita Boiarkin      | Gardien de but | Barys Astana        |
| +010, | Nikita Mihailis - A  | Attaquant      | Barys Astana        |
| +013, | Dınmūhamed Qaiyrjan  | Attaquant      | Barys Astana        |
| +017, | Älihan Ömirbekov     | Attaquant      | Nomad Astana        |
| +021, | Kirill Polohov       | Défenseur      | Arlan Kökşetau      |
| +023, | Maksim Muhametov     | Attaquant      | Nomad Astana        |
| +025, | Danil Butenko        | Défenseur      | Nomad Astana        |
| +028, | Valerii Orehov       | Défenseur      | Admiral Vladivostok |
| +031, | Artem Korolev        | Défenseur      | Nomad Astana        |
| +043, | Andrei Şutov         | Gardien de but | Barys Astana        |
| +048, | Roman Startşenko - C | Attaquant      | Barys Astana        |
| +055, | Tamirlan Gaitamirov  | Défenseur      | Barys Astana        |
| +064, | Arkadii Şestakov     | Attaquant      | Barys Astana        |
| +065, | Samat Daniiar        | Défenseur      | Barys Astana        |
| +071, | Mädi Dihanbek        | Défenseur      | Nomad Astana        |
| +072, | Maksim Musorov       | Attaquant      | Khimik Voskressensk |
| +073, | Maksim Pavlenko      | Gardien de but | Nomad Astana        |
| +079, | Mihail Rahmanov      | Attaquant      | Barys Astana        |
| +081, | Batyrlan Muratov     | Attaquant      | Nomad Astana        |
| +084, | Kirill Savitskii     | Attaquant      | Barys Astana        |
| +086, | Abai Mañğysbaev      | Attaquant      | Barys Astana        |
| +087, | Ädil Beketaev        | Défenseur      | Barys Astana        |
| +088, | Evgenii Rymarev      | Attaquant      | AKM Toula           |
| +092, | Dmitrii Grents       | Attaquant      | Arlan Kökşetau      |
| +096, | Älihan Äsetov - A    | Attaquant      | Barys Astana        |

## Lettonie
Entraîneur-chef : Harijs Vītoliņš
| No    | Nom                   | Position       | Club                          |
| ----- | --------------------- | -------------- | ----------------------------- |
| +002, | Kārlis Čukste         | Défenseur      | HC Oceláři Třinec             |
| +009, | Renārs Krastenbergs   | Attaquant      | AIK IF                        |
| +013, | Rihards Bukarts       | Attaquant      | EC Klagenfurt AC              |
| +016, | Kaspars Daugaviņš - C | Attaquant      | Iserlohn Roosters             |
| +017, | Mārtiņš Dzierkals     | Attaquant      | ČEZ Motor České Budějovice    |
| +018, | Rodrigo Ābols - A     | Attaquant      | Rögle BK                      |
| +021, | Rūdolfs Balcers       | Attaquant      | Crunch de Syracuse            |
| +022, | Toms Andersons        | Attaquant      | Hockey Club La Chaux-de-Fonds |
| 25*   | Andris Džeriņš        | Attaquant      | Herning Blue Fox              |
| +026, | Uvis Jānis Balinskis  | Défenseur      | HC Bílí Tygři Liberec         |
| +027, | Oskars Cibuļskis      | Défenseur      | Rytíři Kladno                 |
| +029, | Ralfs Freibergs       | Défenseur      | HC Litvínov                   |
| +031, | Artūrs Šilovs         | Gardien de but | Canucks d'Abbotsford          |
| +039, | Georgs Golovkovs      | Attaquant      | Södertälje SK                 |
| +050, | Kristers Gudļevskis   | Gardien de but | MODO Hockey                   |
| 55*   | Roberts Mamčics       | Défenseur      | HC Nové Zámky                 |
| +065, | Arvils Bergmanis      | Défenseur      | Nanooks d'Alaska-Fairbanks    |
| +070, | Miks Indrašis         | Attaquant      | Schwenninger Wild Wings       |
| +071, | Roberts Bukarts - A   | Attaquant      | HC Vítkovice                  |
| +072, | Jānis Jaks            | Défenseur      | HC Litvínov                   |
| +073, | Deniss Smirnovs       | Attaquant      | Genève-Servette Hockey Club   |
| +074, | Ivars Punnenovs       | Gardien de but | Lausanne Hockey Club          |
| +077, | Kristaps Zīle         | Défenseur      | HC Litvínov                   |
| +085, | Dans Ločmelis         | Attaquant      | Luleå HF                      |
| +091, | Ronalds Ķēniņš        | Attaquant      | Lausanne Hockey Club          |
| +094, | Kristiāns Rubīns      | Défenseur      | Wranglers de Calgary          |
| +095, | Oskars Batņa          | Attaquant      | Jukurit Mikkeli               |

## Norvège
Entraîneur-chef : Tobias Johansson
| No    | Nom                         | Position       | Club                           |
| ----- | --------------------------- | -------------- | ------------------------------ |
| +002, | Isak Hansen                 | Défenseur      | Leksands IF                    |
| +004, | Johannes Johannesen - A     | Défenseur      | Mora IK                        |
| +008, | Mathias Trettenes - A       | Attaquant      | Hämeenlinnan Pallokerho        |
| +010, | Mattias Nørstebø            | Défenseur      | IF Björklöven                  |
| +012, | Noah Steen                  | Attaquant      | Mora IK                        |
| +013, | Sondre Olden                | Attaquant      | Hockey Club La Chaux-de-Fonds  |
| +016, | Ole Einar Engeland Andersen | Défenseur      | Stjernen Hockey                |
| +017, | Eirik Salsten               | Attaquant      | Storhamar Dragons              |
| +018, | Thomas Olsen                | Attaquant      | Vålerenga ishockey             |
| +019, | Havard Salsten              | Attaquant      | Sparta Warriors                |
| +020, | Ludwig Hoff                 | Attaquant      | Stavanger ishockeyklubb        |
| +023, | Thomas Berg-Paulsen         | Attaquant      | Stavanger ishockeyklubb        |
| +024, | Ole Julian Bjorgvik-Holm    | Défenseur      | Monsters de Cleveland          |
| +027, | Andreas Martinsen           | Attaquant      | Vålerenga ishockey             |
| +030, | Tobias Normann              | Gardien de but | Sparta Warriors                |
| +031, | Jonas Arntzen               | Gardien de but | Örebro HK                      |
| +033, | Henrik Haukeland            | Gardien de but | Düsseldorfer EG                |
| +037, | Markus Vikingstad           | Attaquant      | Fischtown Pinguins Bremerhaven |
| +040, | Ken André Olimb - C         | Attaquant      | Schwenninger Wild Wings        |
| +042, | Peter Vesterheim            | Attaquant      | Mora IK                        |
| +043, | Max Krogdahl                | Défenseur      | Västerviks IK                  |
| +049, | Christian Kåsastul          | Défenseur      | HIFK                           |
| +076, | Emil Lilleberg              | Défenseur      | IK Oskarshamn                  |
| +085, | Michael Haga                | Attaquant      | EHC Linz                       |
| +086, | Philip Granath              | Attaquant      | Tappara                        |

## Slovaquie
Entraîneur-chef : Craig Ramsay
| No    | Nom                 | Position       | Club                          |
| ----- | ------------------- | -------------- | ----------------------------- |
| +003, | Adam Jánošík        | Défenseur      | BK Mladá Boleslav             |
| +005, | Šimon Nemec         | Défenseur      | Comets d'Utica                |
| +007, | Mário Grman         | Défenseur      | HC Vítkovice                  |
| +008, | Martin Chromiak     | Attaquant      | Reign d'Ontario               |
| +012, | Oliver Okuliar      | Attaquant      | Mountfield HK                 |
| +013, | František Gajdoš    | Défenseur      | HK Nitra                      |
| +016, | Róbert Lantoši      | Attaquant      | BK Mladá Boleslav             |
| +017, | Andrej Kudrna       | Attaquant      | HC Litvínov                   |
| +021, | Miloš Kelemen       | Attaquant      | Roadrunners de Tucson         |
| +022, | Samuel Kňažko       | Défenseur      | Monsters de Cleveland         |
| +025, | Alex Tamáši         | Attaquant      | HC´05 iClinic Banská Bystrica |
| +027, | Marek Hrivík - C    | Attaquant      | Leksands IF                   |
| +028, | Richard Pánik       | Attaquant      | Lausanne Hockey Club          |
| +029, | Michal Ivan         | Défenseur      | HC Bílí Tygři Liberec         |
| +031, | Samuel Hlavaj       | Gardien de but | HC Slovan Bratislava          |
| +033, | Stanislav Škorvánek | Gardien de but | HK Michalovce                 |
| +034, | Peter Cehlárik - A  | Attaquant      | Leksands IF                   |
| +035, | Dominik Riečický    | Gardien de but | HC Košice                     |
| +044, | Mislav Rosandić     | Défenseur      | Mountfield HK                 |
| +047, | Mário Lutner        | Attaquant      | BK Mladá Boleslav             |
| +048, | Viliam Čacho        | Attaquant      | Dukla Trenčín                 |
| +064, | Patrik Koch         | Défenseur      | HC Vítkovice                  |
| +079, | Libor Hudáček       | Attaquant      | HC Oceláři Třinec             |
| +087, | Pavol Regenda       | Attaquant      | Gulls de San Diego            |
| +091, | Matúš Sukeľ - A     | Attaquant      | HC Litvínov                   |

## Slovénie
Entraîneur-chef : Matjaž Kopitar
| No    | Nom                | Position       | Club                           |
| ----- | ------------------ | -------------- | ------------------------------ |
| +004, | Aleksandar Magovac | Défenseur      | HK Olimpija Ljubljana          |
| +006, | Miha Štebih        | Défenseur      | Aigles de Nice                 |
| +008, | Žiga Jeglic        | Attaquant      | Fischtown Pinguins Bremerhaven |
| +012, | Nik Simšič         | Attaquant      | HK Olimpija Ljubljana          |
| +014, | Matic Podlipnik    | Défenseur      | HK Poprad                      |
| +015, | Blaž Gregorc       | Défenseur      | Augsburger Panther             |
| +017, | Žiga Pavlin - A    | Défenseur      | HC Pustertal-Val Pusteria      |
| +018, | Ken Ograjenšek     | Attaquant      | Graz 99ers                     |
| +019, | Žiga Pance         | Attaquant      | HK Olimpija Ljubljana          |
| +021, | Jan Drozg          | Attaquant      | Amour Khabarovsk               |
| +024, | Rok Tičar - A      | Attaquant      | EC Klagenfurt AC               |
| +026, | Jan Urbas - C      | Attaquant      | Fischtown Pinguins Bremerhaven |
| +032, | Gašper Krošelj     | Gardien de but | BK Mladá Boleslav              |
| +033, | Žan Us             | Gardien de but | HDD Olimpija Ljubljana         |
| +035, | Luka Gračnar       | Gardien de but | EV Landshut                    |
| +044, | Aljoša Crnovič     | Défenseur      | HK Olimpija Ljubljana          |
| +055, | Robert Sabolič     | Attaquant      | EC Villacher SV                |
| +076, | Kristjan Čepon     | Défenseur      | HK Olimpija Ljubljana          |
| +081, | Tadej Čimžar       | Attaquant      | HK Olimpija Ljubljana          |
| +088, | Miha Zajc          | Attaquant      | HK Olimpija Ljubljana          |
| +091, | Miha Verlič        | Attaquant      | Fischtown Pinguins Bremerhaven |
| +092, | Anže Kuralt        | Attaquant      | Fehérvár AV19                  |
| +096, | Bine Mašič         | Défenseur      | Sport Vaasa                    |
| +098, | Blaž Tomaževič     | Attaquant      | EC Villacher SV                |

## Suède
Entraîneur-chef : Sam Hallam
| No    | Nom                   | Position       | Club                          |
| ----- | --------------------- | -------------- | ----------------------------- |
| +007, | Henrik Tömmernes      | Défenseur      | Genève-Servette Hockey Club   |
| +012, | Patrik Nemeth         | Défenseur      | Coyotes de l'Arizona          |
| +017, | Pär Lindholm          | Attaquant      | Skellefteå AIK                |
| +018, | Dennis Everberg       | Attaquant      | Rögle BK                      |
| +019, | Marcus Sörensen       | Attaquant      | Hockey Club Fribourg-Gottéron |
| +020, | André Petersson       | Attaquant      | HV 71                         |
| +021, | Leo Carlsson          | Attaquant      | Örebro HK                     |
| +023, | Lucas Raymond - A     | Attaquant      | Red Wings de Détroit          |
| +024, | Oscar Lindberg        | Attaquant      | Club des patineurs de Berne   |
| +030, | Jesper Wallstedt      | Gardien de but | Wild du Minnesota             |
| +031, | Lars Johansson        | Gardien de but | Frölunda HC                   |
| +032, | Lukas Bengtsson       | Défenseur      | Växjö Lakers HC               |
| +033, | Jakob Silfverberg - C | Attaquant      | Ducks d'Anaheim               |
| +035, | Jacob Johansson       | Gardien de but | Timrå IK                      |
| +037, | Timothy Liljegren     | Défenseur      | Maple Leafs de Toronto        |
| +038, | Rasmus Sandin         | Défenseur      | Capitals de Washington        |
| +048, | Jonatan Berggren      | Attaquant      | Red Wings de Détroit          |
| +054, | Anton Lindholm        | Défenseur      | Leksands IF                   |
| +059, | Linus Johansson       | Attaquant      | Färjestad BK                  |
| +064, | Jonathan Pudas        | Défenseur      | Skellefteå AIK                |
| +091, | Carl Grundström       | Attaquant      | Kings de Los Angeles          |
| +095, | Jacob de la Rose - A  | Attaquant      | Hockey Club Fribourg-Gottéron |
| +098, | Alexander Nylander    | Attaquant      | Penguins de Pittsburgh        |

## Suisse
Entraîneur-chef : Patrick Fischer
| No    | Nom                    | Position       | Club                            |
| ----- | ---------------------- | -------------- | ------------------------------- |
| +009, | Damien Riat - A        | Attaquant      | Lausanne Hockey Club            |
| +010, | Andres Ambühl - A      | Attaquant      | Hockey Club Davos               |
| +011, | Sven Senteler          | Attaquant      | Eissportverein Zoug             |
| +013, | Nico Hischier          | Attaquant      | Devils du New Jersey            |
| +014, | Dean Kukan             | Défenseur      | Zürcher Schlittschuh Club Lions |
| +022, | Nino Niederreiter - C  | Attaquant      | Jets de Winnipeg                |
| +024, | Tobias Geisser         | Défenseur      | Eissportverein Zoug             |
| +029, | Robert Mayer           | Gardien de but | Genève-Servette Hockey Club     |
| +036, | Joren van Pottelberghe | Gardien de but | Hockey Club Bienne              |
| +043, | Andrea Glauser         | Défenseur      | Lausanne Hockey Club            |
| +045, | Michael Fora           | Défenseur      | Hockey Club Davos               |
| +054, | Christian Marti - A    | Défenseur      | Zürcher Schlittschuh Club Lions |
| +055, | Romain Loeffel         | Défenseur      | Club des patineurs de Berne     |
| +059, | Dario Simion           | Attaquant      | Eissportverein Zoug             |
| +062, | Denis Malgin           | Attaquant      | Avalanche du Colorado           |
| +063, | Leonardo Genoni        | Gardien de but | Eissportverein Zoug             |
| +068, | Fabrice Herzog         | Attaquant      | Eissportverein Zoug             |
| +070, | Enzo Corvi             | Attaquant      | Hockey Club Davos               |
| +071, | Tanner Richard         | Attaquant      | Genève-Servette Hockey Club     |
| +086, | Janis Moser            | Défenseur      | Coyotes de l'Arizona            |
| +088, | Christoph Bertschy     | Attaquant      | Hockey Club Fribourg-Gottéron   |
| +092, | Gaëtan Haas            | Attaquant      | Hockey Club Bienne              |
| +097, | Jonas Siegenthaler     | Défenseur      | Devils du New Jersey            |
| +098, | Marco Miranda          | Attaquant      | Genève-Servette Hockey Club     |

## Tchéquie
Entraîneur-chef : Kari Jalonen
| No    | Nom                  | Position       | Club                                     |
| ----- | -------------------- | -------------- | ---------------------------------------- |
| +003, | Ronald Knot          | Défenseur      | Roadrunners de Tucson                    |
| +006, | Michal Kempný        | Défenseur      | HC Sparta Prague                         |
| +007, | Tomáš Dvořák         | Défenseur      | Hockey Club Dynamo Pardubice             |
| +008, | Ondřej Beránek       | Attaquant      | HC Energie Karlovy Vary                  |
| +010, | Roman Červenka - C   | Attaquant      | Schlittschuh Club Rapperswil-Jona Lakers |
| +013, | Jiří Smejkal         | Attaquant      | IK Oskarshamn                            |
| +014, | Filip Chlapík        | Attaquant      | Hockey Club Ambrì-Piotta                 |
| +018, | Dominik Kubalík      | Attaquant      | Red Wings de Détroit                     |
| +019, | Jakub Flek           | Attaquant      | HC Kometa Brno                           |
| +025, | Radan Lenc           | Attaquant      | HV 71                                    |
| +030, | Šimon Hrubec         | Gardien de but | Zürcher Schlittschuh Club Lions          |
| +033, | Jan Košťálek         | Défenseur      | Hockey Club Dynamo Pardubice             |
| +047, | Michal Jordán - A    | Défenseur      | Schlittschuh Club Rapperswil-Jona Lakers |
| +048, | Jiří Černoch         | Attaquant      | HC Energie Karlovy Vary                  |
| +050, | Karel Vejmelka       | Gardien de but | Coyotes de l'Arizona                     |
| +052, | Michael Špaček       | Attaquant      | Hockey Club Ambrì-Piotta                 |
| +053, | Radim Zohorna        | Attaquant      | Marlies de Toronto                       |
| +061, | Martin Kaut          | Attaquant      | Barracuda de San José                    |
| +067, | Jakub Zbořil         | Défenseur      | Bruins de Boston                         |
| +069, | Daniel Voženílek     | Attaquant      | Hockey Club Dynamo Pardubice             |
| +071, | Vladimír Sobotka - A | Attaquant      | HC Sparta Prague                         |
| 72*   | Filip Chytil         | Attaquant      | Rangers de New York                      |
| +077, | David Němeček        | Défenseur      | HC Sparta Prague                         |
| +084, | Tomáš Kundrátek      | Défenseur      | HC Kometa Brno                           |
| +094, | Marek Langhamer      | Gardien de but | Ilves                                    |
| +096, | David Tomášek        | Attaquant      | HC Sparta Prague                         |